# 1000人ゲノムプロジェクト
1000人ゲノムプロジェクトは2008年1月に始まった国際研究協力の一つで、ヒトの遺伝的多様性に関する、詳細なカタログを確立するためのゲノムプロジェクトである。Pan-genomeの一種。
高速かつ廉価な新開発技術(次世代シーケンシング)を用いて、3年以内に、異なる民族グループから少なくとも1000人分の匿名ゲノムの配列決定を行うことを目指している。
プロジェクトは学際的な研究チームで構成されており、世界中の研究機関が参加している。それぞれのチームが大量の配列データセットと詳細ヒトゲノムマップ作成に寄与している。それらのデータは、公共のデータベースを介して、一般市民が自由にアクセスできるようになる。
2010年、試験段階が終了し、その詳細はNatureに掲載された。2012年10月、1092人のゲノムシーケンシングがNatureで発表された。2015年には、プロジェクトの結果と将来への展望に関する2つの論文がNature誌に掲載された。
全てのヒト遺伝的変異について概要を提供することにより、医学のみならず、生物学分野においても有用な知見を得られると考えられる。

## 参照
- 1000genoms